# Albert Förster (Widerstandskämpfer)
Albert Förster (* 21. Februar 1888 in Sandow; † 9. Januar 1958) war ein deutscher Arbeiterführer und Widerstandskämpfer gegen den Nationalsozialismus. Während des Kapp-Putsches führte er in Cottbus den Kampf der Arbeiter gegen die Putschisten um Major Buchrucker an. Zwischen 1934 und 1936 war er zusammen mit Bruno Dickhoff, Georg Dix und Josef Thomas Mitglied der Widerstandsgruppe um Willy Jannasch.

## Leben

### Frühe Jahre
Albert Förster wurde in Sandow geboren. Sein Vater Hermann war Tuchmacher. Nach dem Besuch der Volksschule begann er mit 14 Jahren in einer Tuchfabrik zu arbeiten. 1906 wurde er Mitglied im Deutschen Textilarbeiterverband und in der SPD. Im selben Jahr nahm er eine Tätigkeit im Baugewerbe an und wurde Mitglied im Deutschen Baugewerkschaftsbund. In der Folgezeit arbeitete er als Steinträger auf verschiedenen Baustellen. Nachdem er im Ersten Weltkrieg gekämpft hatte, war er bis 1920 als Revisor für die Kriegsgefangenenlager im Landkreis Cottbus tätig.
Während des Kapp-Putsches 1920 wurde er zum militärischen Leiter der Arbeiter gewählt, die gegen die Putschisten kämpften. In Gefechten im Cottbuser Umland gelang es, die Putschisten um Major Bruno Ernst Buchrucker zurückzuschlagen. Dabei konnte auch ein aus der Garnison Frankfurt (Oder) entsandter Panzerzug in Willmersdorf außer Gefecht gesetzt werden.
Albert Förster trat dann zunächst von der SPD zur USPD über und im Januar 1930 in die KPD ein. Im Februar desselben Jahres wurde er zum Vorsitzenden des Reichsausschusses der Erwerbslosen in Cottbus gewählt, der zu der Zeit fast 11.000 Arbeitslose vertrat.
Seit dem Ende seiner Schulzeit war Albert Förster auch im Arbeitersport aktiv. Mit 14 trat er in den Arbeiter-Turn- und Sportbund ein. 1913 gründete er dann die Freie Sportvereinigung, die Teil des Arbeiter-Athlenbunds wurde. Bis zu ihrer Auflösung 1933 war er ihr Leiter.

### Widerstand gegen den Nationalsozialismus
1934 schloss sich Albert Förster der Widerstandsgruppe um Willy Jannasch an. Um ihre Entdeckung zu verhindern, bildete die Widerstandsgruppe Untergruppierungen, deren Mitglieder sich gegenseitig nicht alle kannten. Förster bildete dabei zusammen mit Bruno Dickhoff und Willi Jurauke eine dieser Untergruppen. Haupttätigkeit der Widerstandsgruppierung war zum einen die Reorganisation der Roten Hilfe; zum anderen verteilte sie sozialistische und kommunistische Schriften an die Bevölkerung und Insassen von Reichsarbeitsdienstlagern. Unter diesen Schriften waren Ausgaben der Roten Fahne, der Inprekorr, der Jungen Garde sowie des Braunbuchs über Reichstagsbrand und Hitlerterror. Diese wurden über Kontakte zu Emigranten in der  Tschechoslowakei und Mitgliedern der Kommunistischen Partei der Tschechoslowakei sowie zu einer weiteren Gruppierung aus Forst organisiert.
Im Januar 1936 wurde Albert Förster zusammen mit zwölf Mitgliedern seiner Widerstandsgruppe verhaftet. Sie wurden zunächst bis März in Cottbus gefangengehalten und dann nach Berlin überführt. Im Mai erhielten sie ihre Anklageschrift, in der ihnen die Vorbereitung „des hochverrätischen Unternehmens, mit Gewalt die Verfassung des Reiches zu ändern“ vorgeworfen wurde.
Die Verhandlung fand am 29. und 30. Juni 1936 vor dem Berliner Kammergericht statt. Förster wurde zu einer Gefängnisstrafe von einem Jahr verurteilt; auch die anderen Angeklagten wurden zu Zuchthaus- oder Gefängnisstrafen von mindestens einem Jahr verurteilt – bis auf den Mitangeklagten Willi Graf mussten alle ihre Haftstrafen antreten. Graf war nach wenigen Tagen entlassen worden, was den Verdacht nährte, er hätte die Gruppe verraten. Nach dem Ende des Zweiten Weltkriegs 1945 wurde Willi Graf von der SMAD verhaftet und beging kurz darauf Selbstmord.
Albert Förster saß seine Strafe im Tegeler Gefängnis ab. Nach seiner Freilassung stand er für drei Jahre unter Polizeiaufsicht.

### Zeit nach 1945
Nach der Befreiung von Cottbus durch die Rote Armee organisierte Förster im Süden der Stadt zunächst eine 30-köpfige Ordnergruppe. Am 12. Juni 1945 wurde er dann vom sowjetischen Kommandanten zum Leiter der Kreispolizei von Cottbus ernannt. Dieses Amt gab er im Januar 1948 ab. In der Folgezeit engagierte er sich im Antifa-Ausschuss und berichtete Schülern vom Widerstand gegen die Nationalsozialisten.
Albert Förster starb am 9. Januar 1958.

## Ehrungen

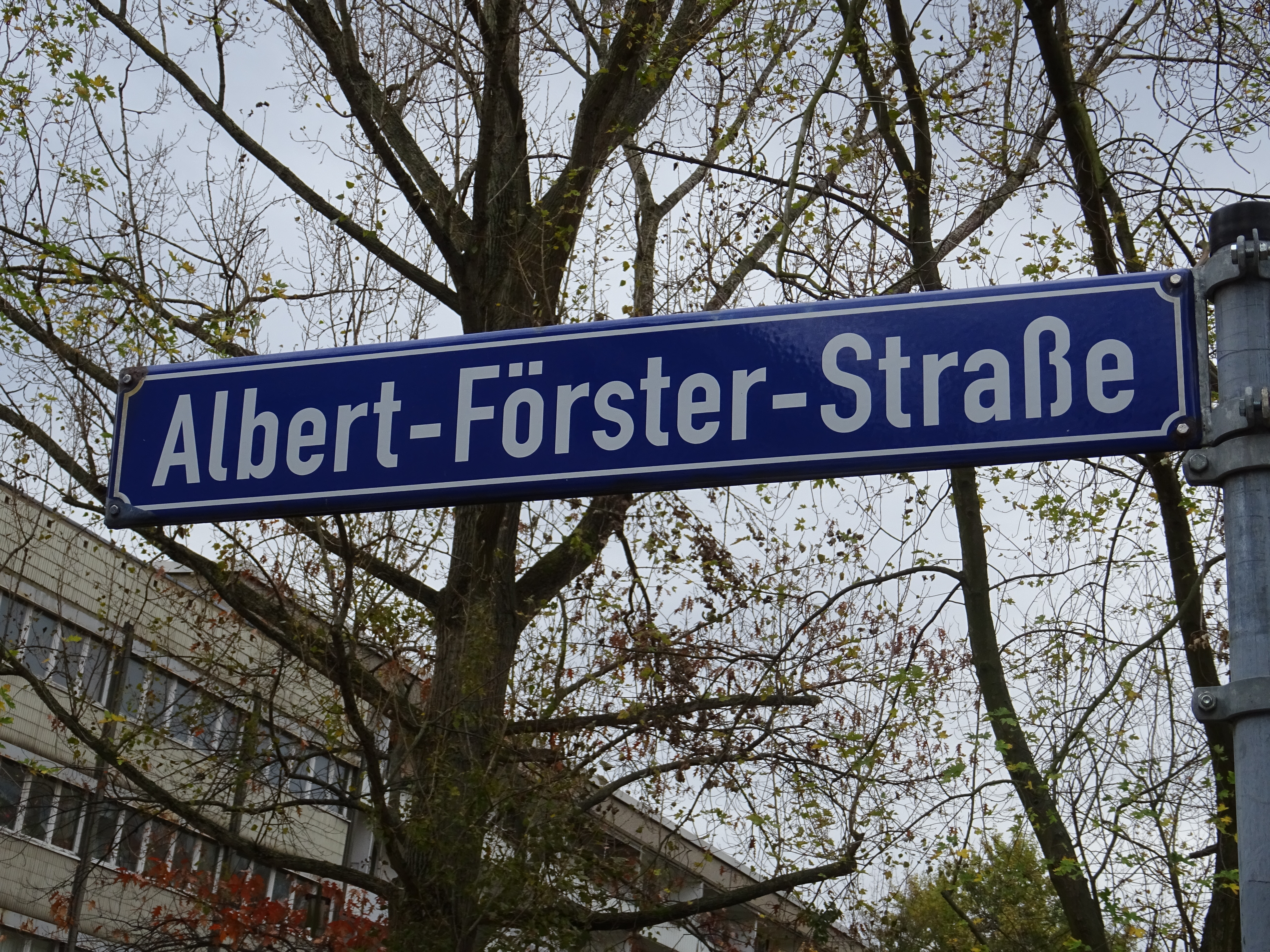
Albert-Förster-Straße in Cottbus

In seinem Geburtsort Sandow, der seit 1904 ein Stadtteil von Cottbus ist, ist eine Straße nach Albert Förster benannt. Im selben Wohngebiet existiert auch eine Willy-Jannasch-Straße. In den 1960er Jahren wurden dort auch Straßen nach Försters Weggefährten Georg Dix und Bruno Dickhoff benannt. Diese wurden jedoch nach der Deutschen Wiedervereinigung im Jahr 1991 wieder umbenannt.